# Richard Hawkins
L'almirall Sir Richard Hawkins (o Hawkyns) (ca. 1562 - Londres, 17 d'abril de 1622) va ser un pirata i explorador anglès anglès, únic fill de l'almirall Sir John Hawkins i Katharine Gonson.
Des de petit va estar familiaritzat amb la navegació marina i el 1582 va acompanyar el seu oncle, William Hawkins, a les Índies Occidentals. El 1585 va capitanejar un galió en l'expedició de Francis Drake a les colònies espanyoles de centre i Sud-amèrica; el 1588 participà en la batalla contra l'Armada Invencible al comandament de la nau Swallow; i el 1590 va servir, junt al seu pare, a la costa de Portugal en l'anomenada Armada anglesa, que es tancà amb una derrota per part anglesa.
El 1593 va comprar el Dainty, un vaixell construït pel seu pare i utilitzat en les seves expedicions a les colònies espanyoles de les Índies Occidentals i dels mars del sud. El seu objectiu era assaltar les possessions d'ultramar de la corona espanyola. Hawkins però, manté en un escrit fet trenta anys després del seu viatge que el seu interès durant l'expedició era purament el descobriment geogràfic. Després de visitar la costa del Brasil, el Dainty va travessar l'estret de Magallanes, per arribar poc després a Valparaíso.
El juny de 1594, un any després de salpar de Plymouth, arribà a la badia de San Mateo, a la costa de l'Equador. Un cop allà el Dainty va ser atacat per la flota espanyola sota el comandament de Beltrán de Castro. Hawkins estava en gran desavantatge, però es va defensar amb gran coratge i qual es trobava greument ferit, amb molts dels seus homes morts i el Dainty seriosament avariat, es va rendir sota la promesa d'un salconduit per poder sortir del país ell i els seus homes.
Tot i la promesa del comandant espanyol Beltrán de Castro, fou arrestat per la Inquisició i traslladat a Lima. El 1597 Hawkins va ser enviat a Espanya i empresonat, primer a Sevilla i posteriorment a Madrid. No va ser alliberat fins al 1602, quan tornà a Anglaterra, on fou nomenat cavaller el 1603.
El 1604 fou escollit diputat per Plymouth i vicealmirall de Devon, sent el responsable de defensar la costa en un indret gens fàcil estar permanentment assaltat per pirates. El 1621 va ser anomenat vicealmirall, sota ordres de sir Robert Mansell, en una flota enviada a la Mediterrània per sotmetre els corsaris algerins. Va morir a Londres el 17 d'abril de 1622.